# 수단 인민해방군

수단 인민 해방군의 기(현 남수단의 국기)

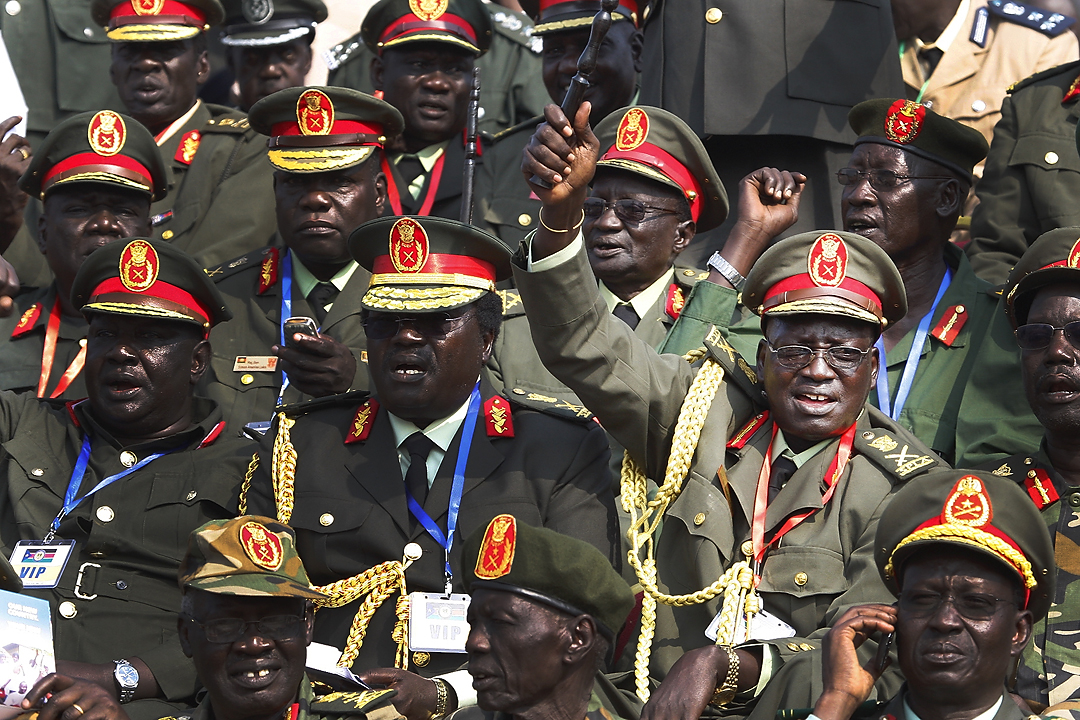

수단 인민 해방군(Sudan People's Liberation Army)은 1983년에 남수단의 비아랍계의 세속주의자들이 중심이되어 결성된 반정부 무장 조직이다. 북부의 아랍인 주도의 정권과 제2차 수단 내전에서 싸웠다. 1989년에는 국민 민주 동맹에도 가맹하고 있다. 2005년 1월 남북 내전의 포괄적 평화 협정을 맺어 남수단의 반 자치 정부가 인정되었다.